# Zarine Khan
Zarine Khan (nacida el 14 de mayo de 1987 en Bombay, Maharashtra, India) pertenece a una familia de musulmanes de la comunidad pashtun,. Es una actriz y modelo india que aparece en películas de Bollywood. Comenzó su carrera como actriz en 2010 con la película Veer, protagonizada por Salman Khan.

## Carrera
Su carrera de actriz comenzó durante una visita al conjunto de Yuvraaj. Allí,en la escuela Whistling Woods de Subhash Ghai, Salman Khan se fijó en ella y decidió entrevistarla para un papel en la película Veer.  Después de una prueba de pantalla, Khan fue confirmada para el papel de la princesa Yashodhara. Ganó ocho kilos, a fin de ser más convincente como una princesa del siglo XIX.

## Filmografía
| Año  | Película    | Papel               | Notas |
| ---- | ----------- | ------------------- | ----- |
| 2010 | Veer        | Princesa Yashodhara |       |
| 2011 | Ready       | Khushi              |       |
| 2011 | Karikalan   |                     |       |
| 2012 | Housefull 2 |                     |       |